# Sakchu-gun
Sakchu-gun (koreanska: 삭주군) är en kommun i Nordkorea.   Den ligger i provinsen Norra P'yŏngan, i den västra delen av landet, 160 km norr om huvudstaden Pyongyang.